# Нехай квітне аспідистра
«Нехай квітне аспідистра» (англ. «Keep the Aspidistra Flying») — соціально-психологічний роман англійського письменника Джорджа Орвелла, який був вперше опублікований у 1936 році. Головна тема — романтичне прагнення невизнаного поета-інтелектуала Гордона Комстока подолати поклоніння «богу грошей» і статусу, а також похмуре життя, яке є результатом цього культу. Дія відбувається в Лондоні 1930-х років.
У романі розповідається про процес соціального відчуження 30-річного чоловіка Гордона Комстока, який віддає перевагу низькооплачуваній роботі помічника (асистента продавця) в невеликій книжковій крамниці, ніж роботі піарника у важливій фірмі з хорошою зарплатою. Його ідеали проти всесвіту грошей і завзятий бунт проти буржуазного суспільства поступово призводять його до маргіналізації в усіх аспектах життя, включаючи особисте, оскільки «без хорошої роботи» він не може одружитися на своїй дівчині Розмарі. Навіть його спроби стати поетом зазнають краху через неможливість займатися творчістю без мінімальних фінансових ресурсів. Оруелл написав книгу в 1934 і 1935 роках, коли він жив у різних місцях поблизу Хемпстеда в Лондоні, і спирався на свій досвід у ці та кілька попередніх років. Роман містить численні автобіографічні посилання. Джордж Орвелл вважав свою працю в лондонській букіністичній крамниці найцікавішою з усіх своїх випадкових заробітків, а спостереження з неї лягли в основу роману «Нехай квітне аспідистра», а також в основу оповідання 1936 року «Спогади книгаря».

## Сюжет
Гордон Комсток «оголосив війну» тому, що він бачить як «головну залежність» від грошей, залишивши багатообіцяючу роботу копірайтера в рекламній компанії під назвою «Новий Альбіон», в якій він демонструє неабияку вправність, і замість цього влаштувався на низькооплачувану роботу, нібито для того, щоб він міг писати вірші. Комсток походив із бідного середнього класу. Успадковане багатство респектабельної родини було розтрачено (це стосується відносного достатку, пов'язаного із діяльністю діда). Його дрібнобуржуазна родина зберігала вигляд величі й змушена була йти на багато жертв, щоб оплачувати навчання. Його вчителі вважали його бунтарем, який мав мало шансів досягти успіху в житті. У школі Комсток захоплювався революційними комуністичними ідеями. Він виступив проти Церкви, Британської імперії, патріотизму, армії, елітарних шкіл-інтернатів і капіталізму. У дорослому віці його ненависть до суспільства тільки посилилася, гроші були релігією, бізнес був шахрайством, реклама — наймерзеннішою аферою. Той, хто мав дохід понад 500 фунтів стерлінгів, був його ворогом. Гордон обурюється тим, що змушений працювати, щоб заробляти на життя. «Війна» та поезія не йдуть добре, і під впливом стресу від «самовільного вигнання» з багатства Гордон стає абсурдним, дріб'язковим і глибоко невротичним.
За символ згоди з законами грошей, статусу і «звичайного життя» він приймає аспідистру, яка завжди стоїть на підвіконні у звичайних людей. Але подружжя і очікуване поповнення сімейства змушують Комстока примиритися з цією домашньою рослиною.

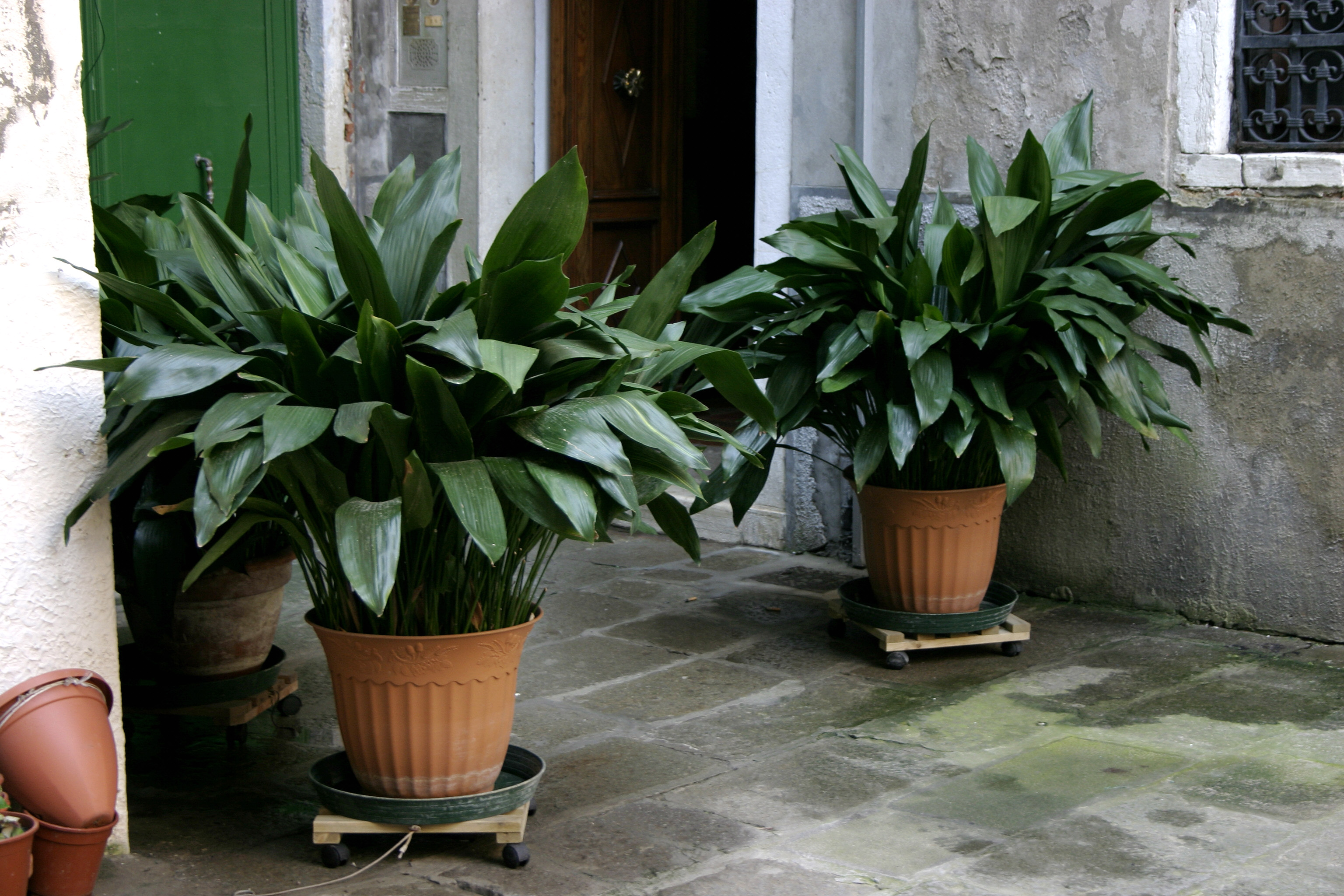
Дві рослини аспідістри — «типи, яких він бачив навколо себе, особливо старші чоловіки, змусили його звиватися. Ось що означало поклонятися богу грошей! Оселитися, робити добро, продавати свою душу за віллу і аспідістра! Перетворитися на типового підкрадача в казанку — «маленьку людину» Струбе [–] Яка доля!»
(Розділ III)

Аспідистра — азійська конвалія, безстебельна, витривала, довгоживуча рослина, яку в Англії використовували як кімнатну рослину, і яка може виростати до вражаючих, навіть громіздких розмірів. 
Може витримувати довгий час без поливу. Аспідистри можуть витримувати глибоку тінь, занедбаність, сухий ґрунт, прохолоду, високу температуру та забруднене повітря в приміщенні. Через це рослина отримала жартівливу назву «чавунник». Aspidistra elatior це один із кількох видів Aspidistra, які можна успішно вирощувати на відкритому повітрі в тіні в помірному кліматі, є популярною кімнатною рослиною. Рослина була особливо популярна у пізню вікторіанську епоху в Британії, значною мірою тому, що могла переносити не тільки слабке сонячне світло, але й погану якість повітря в приміщенні, яка була результатом використання масляних ламп, а пізніше — газових ламп. Вона була настільки поширеною, що стала «символом нудної респектабельності середнього класу», або задухи суспільства середнього класу. У романі Джорджа Оруелла рослина символізує потребу середнього класу підтримувати респектабельність, за словами Гордона Комстока, головного героя роману. У ХХ столітті після появи електричного освітлення аспідистри втратили прихильність, але їх використання було настільки поширеним серед середнього класу, що вони стали жартами в мюзик-холі, з'являючись у таких піснях, як «Найбільша аспідистра в світі», запис якого зробила Грейсі Філдс.
Комсток живе без розкошів в Лондоні у кімнатці, яка не є самостійною житловою одиницею, і яку він може собі дозволити, працюючи в маленькій книгарні шотландця Маккеччі. Він з перервами працює над довгою поемою, яку планує назвати «Лондонські насолоди», а тим часом на полиці припадають пилом примірники його єдиного опублікованого твору — тоненької збірки віршів «Миші». Він одночасно задоволений своїм убогим існуванням і зневажливо ставиться до нього. Він живе без фінансових амбіцій чи потреби в «хорошій роботі», але його житлові умови некомфортні, а робота нудна.
Комсток обсесивно "одержимий" тим, що він бачить, як гроші («Грошовий Бог», як він його називає) проникають у соціальні відносини, і впевнений, що жінки вважали б його привабливішим, якби він був більш заможним. На початку роману він відчуває, що його дівчина, Розмарі Ватерлоу, з якою він познайомився в Нью-Альбіоні і яка продовжує там працювати, незадоволена ним через його бідність. Прикладом його фінансової скрути є випадок, коли він відчайдушно хоче випити пива в місцевому пабі, але в нього закінчилися гроші, і він соромиться попросити напій у свого сусіда по кімнаті, Флаксмана.
Намагаючись майже аскетично відкинути рабство грошей, втекти від світу грошей, він хоче бути письменником, жити своїми віршами, стати успішним і заробляти значні кошти інтелектуальною працею, бо лише так він залишиться відносно вільним від влади капіталу. Його поетична збірка, якої було продано 153 примірники, тепер була включена до непроданих книг. Політична революційна діяльність Гордона обмежувалася кількома місяцями роботи в редакції газети «Більшовик», яка пропагувала ідеї соціалізму і вільної любові.
Один з останніх друзів Комстока, Філіп Равелстон, марксист, який видає журнал під назвою «Антихрист», в принципі погоджується з Комстоком, але сам живе в достатку. Це викликає напруження, коли стають очевидними практичні злидні життя Комстока.
Гордон і Розмарі мало часу проводять разом — вона працює допізна і живе в гуртожитку, а його «"погана"-господиня» забороняє своїх квартирантів відвідувати жінкам. Одного вечора, вирушивши на південь і роздумуючи про «цей жіночий бізнес» загалом і про Розмарі зокрема, Гордон випадково бачить Розмарі на вуличному ринку. Розмарі відмовляється займатися з ним сексом, але хоче провести з ним неділю на природі, біля буків Бернема. На прощання, коли він їде трамваєм до свого помешкання, він щасливий і відчуває, що вони якось домовилися, що Розмарі буде його коханкою. Однак те, що планувалося як приємний вихідний день далекий від лондонського бруду, обертається катастрофою, коли вони, хоч і голодні, вирішують пройти повз «досить непривабливий» паб, а потім, не знайшовши іншого пабу, змушені з'їсти неапетитний обід у фешенебельному готелі за завищеними цінами. Гордону доводиться сплатити рахунок усіма грошима, які він відклав на їхню подорож, і він хвилюється, що доведеться позичити гроші у Розмарі. Знову на природі, вони збираються вперше зайнятися сексом, коли вона силоміць відштовхує його, бо він не збирався користуватися контрацептивами. Він кричить на неї: «Знову гроші, бачиш! ... Ти кажеш, що "не можеш" мати дитину. ... Ти маєш на увазі, що не наважуєшся, тому що ти втратиш роботу, а я не маю грошей, і ми всі будемо голодувати».
Відправивши вірш до американського видання, Гордон несподівано отримує від них чек на десять фунтів, чималу для нього на той час суму. Половину він має намір відкласти для своєї сестри Джулії, яка завжди давала йому гроші та підтримувала. Він пригощає Розмарі та Ревелстона вечерею: все починається добре, але псується, коли Гордон, напідпитку, намагається примусити Розмарі до себе. Вона гнівно докоряє йому і йде. Гордон продовжує пиячити, тягне Равелстона з собою до пари повій, а наступного ранку опиняється без гроша в кишені і в поліцейській камері. Його мучить почуття провини через те, що він не може повернути сестрі гроші, які вона йому винна, бо його п'ятифунтову банкноту віддала або вкрала одна з повій.
Равелстон намагається опублікувати деякі роботи Комстока, і його зусилля, без відома Комстока, призвели до того, що були опубліковані через одного з його знайомих видавців. Попри свою специфічну жорстку критику соціальної нерівності і абсолютно ліві погляди, Гордон усе ж дозволяє собі користуватися прихильністю мільйонера Філіпа Равельстона, буржуазного марксиста-редактора літературного журналу «Антихрист». Надіславши вірш до американського видання, Комсток несподівано отримує від них чек на 10 фунтів стерлінгів (для порівняння, його місячна зарплата в книгарні становила 2 фунти стерлінгів). Спочатку він має намір повернути своїй сестрі Джулії частину позичених йому грошей, адже вона завжди давала йому гроші та підтримувала. Гордон залишає для неї 5 фунтів. Пізніше, охоплений ентузіазмом і ейфорією від того, що бачить у себе стільки грошей у кишені, він розтринькує їх на п'янку. Він пригощає Розмарі та Ревелстона вечерею: все починається добре, але псується, коли Гордон, напідпитку, намагається примусити Розмарі до себе. Вона гнівно докоряє йому і йде. Гордон продовжує пиячити, тягне Равелстона з собою до пари повій, а наступного ранку опиняється без гроша в кишені і в поліцейській камері, заарештований за п'янство і напад на офіцера. Його мучить почуття провини через те, що він не може повернути сестрі гроші, які він їй винний, бо його п'ятифунтову банкноту віддав або її вкрала одна з повій. Після того, як Гордон коротко з'являється перед суддею, Равелстон сплачує штраф, але репортер пише про цю справу в місцевій газеті. Розголос призводить до того, що Гордон втрачає роботу в книгарні. Коли він втратив роботу в книгарні через публічне пияцтво, провал був повним. Життя дає Комстоку декілька шансів покращити своє фінансове становище: праця бухгалтером у лакофарбовій компанії; праця офісним клерком; бухгалтерія в рекламному агентстві, де він може використати навички, яких бракує іншим. Він відкидає всі ці можливості. Поки він шукає іншу роботу, його життя і поезія перебувають у стані стагнації. Поживши у свого друга Равелстона, нарешті Гордон погоджується на роботу і влаштовується цього разу в іншу книгарню та бібліотеку, що належить зловісному містеру Чізмену, де йому платять ще нижчу зарплату — тридцять шилінгів на тиждень (тобто півтора фунта на тиждень), що на десять шилінгів менше, ніж він заробляв до того. Проте Гордон задоволений: «Ця робота мене влаштовує. У такій роботі не було жодних проблем: жодних амбіцій, жодних зусиль, жодної надії». Вирішивши опуститися на найнижчий рівень суспільства, Гордон знімає мебльовану кімнату-ліжко у брудному провулку. І Джулія, і Розмарі, «об'єднавшись у жіночу лігу проти нього», прагнуть повернути Гордона на його «хорошу» роботу в рекламному агентстві «Новий Альбіон». Розмарі з сестрою Джулією намагалися повернути його на правильний шлях. Дівчина, яка його любить і щиро співчуває йому, щиро хоче допомогти. Проблема в тому, що сам Гордон не здатен прийняти таку допомогу. Зрештою Гордон все більше і більше ізолюється від свого походження, дрібної буржуазії, і впроваджує своєрідне добровільне пониження, що змушує його спускатися сходинками соціальної драбини одна за одною та жити в умовах бідності. І убогість дедалі більша. Його майбутнє було на вулиці серед ізгоїв, бродяг, жебраків, злочинців і повій. Там він знайде спокій і буде щасливий, там повинні заспокоїтися його бажання і невдоволення. Він хотів бути вільним і уникав будь-якої неволі, примусу чи зобов'язань. Він відмовлявся спілкуватися з родиною та друзями, не докладав жодних зусиль, не мав амбіцій, не шукав роботу, і, звичайно, не «хорошу». Він уникав страху й надії, не знав ні честі, ні самоповаги, ні сорому. Він відкидав порядність, цивілізованість і розвиток. Живучи в сучасному суспільстві, він хотів позбутися нав'язливої влади грошей, оголосити їм війну, а заодно і всім ознакам «надійності», «порядності» і «благопристойності», головним символом яких є аспідистра. Усе своє свідоме життя Комсток боровся з цією рослиною, ведучи особисту війну проти неї і всього, що вона символізує — влади грошей і нудьги порядності. Він жорстоко поводився з нею, нехтував, намагаючись змусити її загинути, скільки разів він не поливав її, кидав недопалки у вазон, навіть додавав у ґрунт сіль, але рослина не здавалася. «Виявляється, що аспідистри здатні вижити за будь-яких умов».
Розмарі, яка деякий час уникала Гордона, несподівано приїжджає до нього в гості в його похмуре житло. Незважаючи на жахливу бідність і обшарпаність, вони займаються сексом, але без жодних емоцій чи пристрасті. Пізніше Розмарі одного дня несподівано заходить до бібліотеки, бо давно не спілкувалася з Гордоном, і каже йому, що вагітна. Оскільки вони з Гордоном відкидають ідею аборту (який на той час був би і незаконним, і небезпечним), Гордон постає перед вибором: залишити Розмарі жити з ганьбою в сім'ї або одружитися з нею і повернутися до респектабельного життя, повернувшись до роботи в агентстві «Новий Альбіон», про яку він колись так жалкував.
Поступово його ідеї розвиваються. Гордон нарешті приголомшений новиною про неминуче батьківство разом зі своєю Розмарі. Подія, здається, єдина, яка здатна вселити в нього ентузіазм і надію. Без вагань відкинувши можливість аборту, він змушений взяти на себе ті обов'язки, яких він досі уникав, називаючи їх як вибір звичайного конформізму. Гордон обирає Розмарі та респектабельність і відчуває полегшення від того, що з такою порівняно легкістю відмовився від своїх антигрошових принципів. Він влаштується на роботу в ту рекламну компанію, яку так ненавидів, вважаючи її інструментом найзловіснішого капіталізму. Він працює в рекламному агентстві за 4 фунти на тиждень. Цього достатньо, щоб добре жити, поки Розмарі народжує дитину. Гордон вирішує взяти на себе відповідальність. Після двох років невдач і злиднів він викидає свою поетичну збірку «Лондонські насолоди», одружується з Розмарі, відновлює рекламну кар'єру і занурюється в кампанію з просування нового продукту для запобігання неприємного запаху ніг. Вони одружуються, і він назавжди відмовляється від поезії. І, як символ цієї еволюції, аспідистра, рослина, яку він вважав ворогом, оскільки та представляла «світ грошей», стане декоративною рослиною його нового дому. Він навіть не усвідомлював, що від самого початку програв їй. Ця боротьба червоною ниткою проходить через всю історію, описуючи одну з рис характеру головного героя, яка змусила його підкоритися буржуазному міщанському життю, уособленому горщиком з аспідистрою.
Під час його самотніх прогулянок брудними вулицями аспідистри, здається, з'являються у вікнах кожного будинку, де мешкають представники нижчого та середнього класів. Наприкінці книги Ґордон перемагає у суперечці з Розмарі, щоб встановити аспідистру в їхній новій маленькій, але затишній квартирі на Еджвар Роуд.

## Його найвідоміші цитати
- «Програш у війні — це найшвидший спосіб закінчити її».
- «Влада — це не засіб, а мета. Ніхто не встановлює диктатуру, щоб зберегти революцію, революцію роблять встановленням диктаторського режиму».
- «Жодне зростання багатства, жоден прогрес у моралі, жодна реформа чи революція не сприяли рівності між людьми ні на міліметр раніше».
- «Вони не повставатимуть, поки не прокинуться, і не повставатимуть, поки не повстануть».
- «Це страх наповнює серце кожної розумної людини, яка бачить далі, ніж бачать інші».

## Дійові особи
- Гордон Комсток (Gordon Comstock) — «досить культурний і інтелігентний» молодий чоловік з «письменницьким даром»;
- Розмарі Ватерлоу (Rosemary Waterlow) — подруга Гордона, яку він зустрів в рекламному агентстві, але про яку мало що дізнався  подруга Комстока, яку він зустрів у рекламному агентстві, яка живе в жіночому гуртожитку та має поблажливий характер, але про яку він мало що дізнався;
- Філіп Равелстон (Philip Ravelston) — багатий видавець, який дотримується лівих поглядів і є редактором журналу «Антихрист», підтримує і рекламує Комстока;
- Джулія Комсток (Julia Comstock) — сестра Гордона, така ж бідна, як він, жертвує всім заради Гордона;
- пані Вісбіч (Mrs. Wisbeach) — господиня пансіону, яка встановлює суворі правила своїм мешканцям, включаючи Комстока. «Висока, жорстка дівчина [...] Її характер був простим і ласкавим»;
- пан Флаксман (Mr. Flaxman) — сусід Гордона, комівояжер косметичної компанії, який имчасово розлучився зі своєю дружиною;
- пан Маккечні (Mr. McKechnie) — ледачий шотландець з сивим волоссям і білою бородою, власник першої книжкової крамниці, в якій працював Гордон;
- пан Чізман (Mr. Cheeseman) — зловісний і підозрілий власник другої книжкової крамниці;
- містер Ерскін — великий, повільний чоловік з широким, здоровим обличчям, безвиразним, який є керуючим директором рекламної агенції New Albion Advertising Company, що просуває Гордона до копірайтерства.

## Літературне значення і критика
У листі Джорджу Вудкоку 28 вересня 1946 року, посилаючись на «Нехай квітне аспідистра», Орвелл не дуже високо оцінював власний твір, хоча тогочасна літературна критика була досить позитивною. Так само, як і «Дочка священика», «він був написаний просто як вправа, і я не повинен був публікувати його, але я відчайдушно потребував грошей». Він додав, що «в той час у мене не було думок про книгу, але я голодував і мусив щось принести, щоб отримати 100 фунтів стерлінгів». Однак, незважаючи на думку Орвелла, роман завоював своїх прихильників, зокрема, Лайнела Тріллінга, який назвав його «Найповнішою сумою вад комерційної цивілізації, які коли-небудь були зібрані». Сиріл Коннолі написав дві позитивні рецензії ще до моменту публікації роману. У «Daily Telegraph» він описав її як «варварську і гірку книгу» і сказав: «Істини, які автор викладає, настільки неприємні, що кожен боїться навіть їх згадки». У «New Statesman» він написав: «Болісна і абсолютна бідність» і «прямі і різкі слова, часом змушують читача відчути себе в руках дантиста з бор-машиною в собі». Роман отримав схвалення Комптона Маккензі — тогочасного романіста і критика.

## Екранізація
«Нехай квітне аспідистра!» була екранізована у 1997 році режисером Робертом Бірманом, де головні ролі виконували Річард Грант, та Хелена Бонем Картер. Стрічка вийшла в прокат у Північній Америці та Новій Зеландії під назвою «Merry War».

### Деталізація джерел
1. ↑  Deutsche Nationalbibliothek Record #4474141-8 // Gemeinsame Normdatei — 2012—2016.
2. ↑  Оруелл Джордж // Зарубіжні письменники : енциклопедичний довідник : у 2 т. / за ред. Н. Михальської та Б. Щавурського. — Тернопіль : Навчальна книга — Богдан, 2006. — Л — Я. — С. 300. — ISBN 966-692-744-6. (стор.: 301)
3. 1 2 3 4 5  Віктор Разживін. Перемога звичних людських цінностей над політичними переконаннями за романом Джорджа Орвелла «Нехай квітне Апісидра» / Актуальнi питання гуманiтарних наук. Вип 52, том 2, 2022. ISSN 2308-4855 (Print), ISSN 2308-4863 (Online). DOI https://doi.org/10.24919/2308-4863/52-2-21
4. ↑  Оксфордський словник англійської мови, 1933. aspidistra[недоступне посилання]
5. ↑  Field, Xenia (1966). Indoor Plants. Hamlyn.
6. ↑  George Orwell: An exhibition from the Daniel J. Leab Collection, Brown University Library. library.brown.edu. Процитовано 1 червня 2020.
7. ↑  A Merry War, процитовано 1 червня 2020

| Література | Це незавершена стаття про літературу. Ви можете допомогти проєкту, виправивши або дописавши її. |